# Seoštica
Seoštica (en serbe cyrillique : Сеоштица) est un village de l'est du Monténégro, dans la municipalité de Podgorica.

## Démographie

### Évolution historique de la population
| 1948 | 1953 | 1961 | 1971 | 1981 | 1991 | 2003 |
| ---- | ---- | ---- | ---- | ---- | ---- | ---- |
| 151  | 179  | 182  | 144  | 41   | 30   | 6    |